# Siluro Bangalore

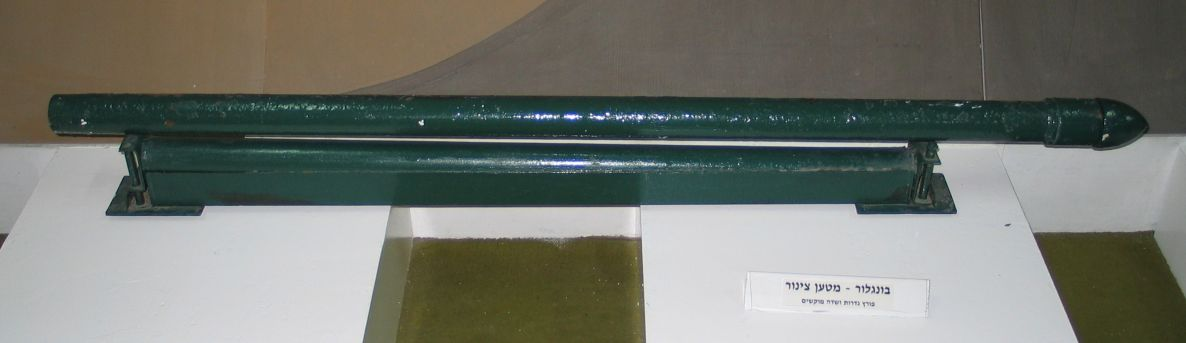
Un Bangalore esposto al museo Batey ha-Osef di Tel Aviv, Israele

Il siluro Bangalore è un congegno esplosivo di forma cilindrica montata all'estremità di un tubo allungabile, utile per provocare un'esplosione a distanza, specie in caso di attacco sotto il tiro del nemico.
Viene chiamato anche mina bangalore, o bangers o semplicemente bangalore, ed è usato per aprire varchi lunghi fino a 15 metri e larghi 1 metro nei campi minati o nel filo spinato.
Fu ideato nel 1912 dal capitano McClintock, dell'Armata del Regno Unito in India, che lo impiegò nel 1914 nel Madras Engineer Group impegnato nella città indiana di Bangalore.
L'ufficiale ideò questo tipo di arma esplosiva per operare a diversi metri di distanza al fine di consentire lo sgombero del terreno da trappole e ostruzioni di barricata residuo della seconda guerra boera e della guerra russo-giapponese.
I siluri Bangalore sono attualmente prodotti dalla Mondial Defence Systems di Poole, Regno Unito. Sono stati utilizzati oltre che dai soldati britannici anche dall'U.S. Army e dall'esercito dello stato di Israele.

## Prima guerra mondiale

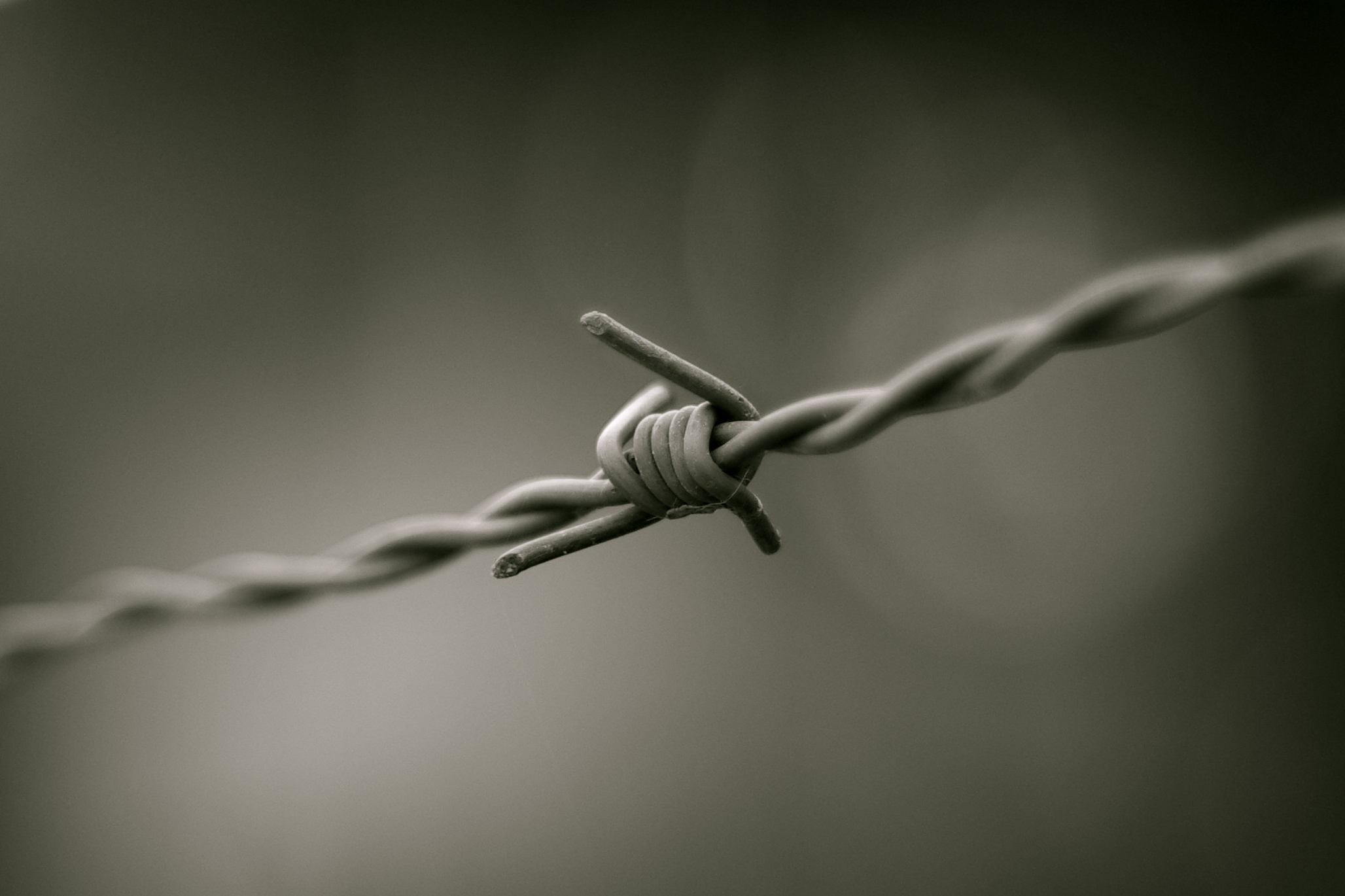
Il siluro Bangalore è stato spesso utilizzato per abbattere il filo spinato posto a difesa di una trincea

Durante la prima guerra mondiale i siluri Bangalore furono usati essenzialmente per neutralizzare il filo spinato posto a difesa di una trincea prima di un attacco. Così è stato mostrato in un film del cinema muto del 1927 intitolato Ali (Wings), premiato con l'Oscar al miglior film. È stato descritto l'uso nel film La Grande Guerra, del 1959 diretto da Mario Monicelli, dove viene chiamato "tubo di gelatina". Di questo congegno Emilio Lussu, nel suo “Un anno sull’Altipiano”, dà questo giudizio: 
(Emilio Lussu, Un anno sull’Altipiano, Einaudi, Torino, 1960, cap. XI)

## Seconda guerra mondiale
Questo tipo di ordigno è stato poi adottato dall'Esercito statunitense durante la seconda guerra mondiale nel modello Siluro Bangalore M1A1. Fu ampiamente utilizzato anche dalle forze del Commonwealth, in particolar modo in occasione dello sbarco in Normandia.
Il suo uso è descritto, in particolare, nel film di guerra Il giorno più lungo (1962) nella sequenza in cui ad usare l'esplosivo sono i soldati del genio della 29ª Divisione di fanteria nell'attacco ai muri di fortificazione della spiaggia di Omaha.
Ugualmente, il suo uso è stato mostrato in altri film bellici come Salvate il soldato Ryan e Il grande Uno Rosso.
Anche i videogiochi Medal of Honor: Allied Assault, Medal of Honor: Frontline, Call of Duty 2: Big Red One e Call of Duty: WWII raffigurano l'utilizzo di questo strumento.
Ne Il grande Uno Rosso, lo sceneggiatore e regista cinematografico Samuel Fuller, veterano del D-Day, espresse in maniera palese il suo disappunto riguardo all'uso di quest'arma: 
(Samuel Fuller)

## Sviluppo successivo al secondo conflitto mondiale
Il siluro bangalore continua ad essere usato anche nei tempi moderni, nella più recente versione M1A2, sempre essenzialmente per liberare il campo da ostacoli e consentire al soldati di pulire successivamente con strumenti adeguati i sentieri minati.
La più recente evoluzione del bangalore è il bangalore blade, sviluppato nel Regno Unito dalla Alford Technologies e destinato all'utilizzazione sia come arma standard sia come strumento per le forze speciali che necessitano di strumenti leggeri di facile trasporto da impiegare nella rimozione di ostacoli a terra.